# Distribuição natural

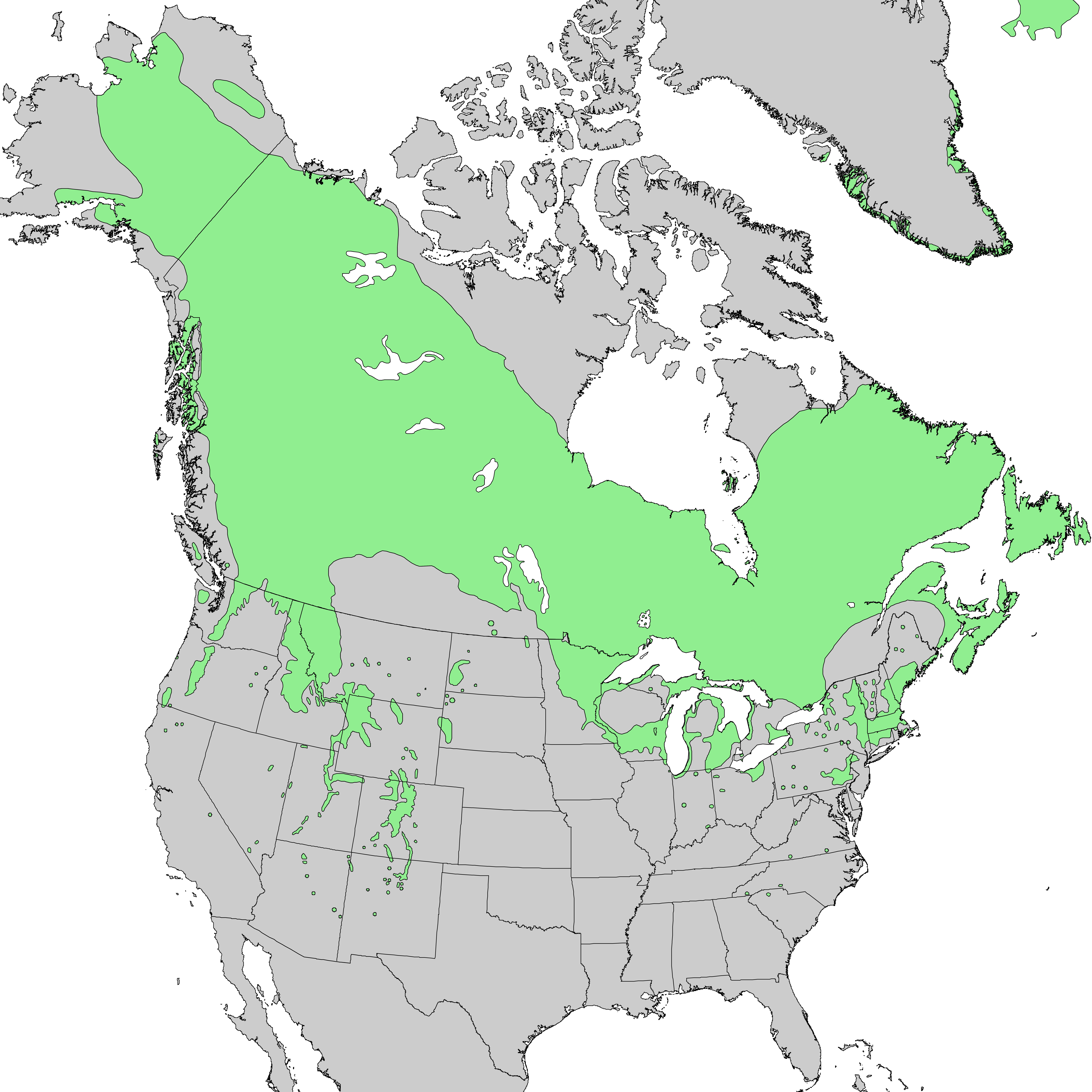
Um mapa de distribuição de espécies representa a região onde os indivíduos de uma espécie podem ser encontrados. Este é um mapa de alcance de Juniperus communis, o zimbro comum

Distribuição de espécies — ou dispersão de espécies — é a maneira pela qual um táxon biológico é organizado espacialmente. Os limites geográficos da distribuição de um táxon em particular é seu alcance, muitas vezes representado como áreas sombreadas em um mapa. Os padrões de distribuição mudam dependendo da escala em que são vistos, desde o arranjo dos indivíduos dentro de uma pequena unidade familiar, até os padrões dentro de uma população ou a distribuição de toda a espécie como um todo (alcance). A distribuição das espécies não deve ser confundida com a dispersão, que é o movimento dos indivíduos para longe de sua região de origem ou de um centro populacional de alta densidade.

## Determinação estatística de padrões de distribuição
Existem várias maneiras de determinar o padrão de distribuição das espécies. O método do vizinho mais próximo de Clark-Evans pode ser usado para determinar se uma distribuição é agrupada, uniforme ou aleatória. Para utilizar o método do vizinho mais próximo de Clark-Evans, os pesquisadores examinam uma população de uma única espécie. A distância de um indivíduo ao seu vizinho mais próximo é registrada para cada indivíduo na amostra. Para dois indivíduos que são vizinhos mais próximos um do outro, a distância é registrada duas vezes, uma para cada indivíduo. Para obter resultados precisos, sugere-se que o número de medições de distância seja de pelo menos 50. A distância média entre os vizinhos mais próximos é comparada com a distância esperada no caso de distribuição aleatória para obter a razão:
{\displaystyle R=({\text{distância média}})\times 2{\sqrt {\text{densidade}}}}
Se esta razão R for igual a 1, então a população é dispersa aleatoriamente. Se R for significativamente maior que 1, a população está uniformemente dispersa. Por fim, se R for significativamente menor que 1, a população é agrupada. Testes estatísticos (como teste t, qui-quadrado etc.) podem ser usados para determinar se R é significativamente diferente de 1.
O método da razão variância/média concentra-se principalmente em determinar se uma espécie se encaixa em uma distribuição espaçada aleatoriamente, mas também pode ser usado como evidência para uma distribuição uniforme ou agrupada. Para utilizar o método da razão variância/média, os dados são coletados de várias amostras aleatórias de uma determinada população. Nesta análise, é imperativo que os dados de pelo menos 50 parcelas amostrais sejam considerados. O número de indivíduos presentes em cada amostra é comparado com as contagens esperadas no caso de distribuição aleatória. A distribuição esperada pode ser encontrada usando a distribuição de Poisson. Se a razão variância/média for igual a 1, a população é distribuída aleatoriamente. Se for significativamente maior que 1, a população é considerada distribuição agregada. Finalmente, se a razão for significativamente menor que 1, a população é distribuída uniformemente. Testes estatísticos típicos usados para encontrar a significância da razão variância/média incluem o teste t de Student e o qui-quadrado.
No entanto, muitos pesquisadores acreditam que os modelos de distribuição de espécies baseados em análises estatísticas, sem incluir modelos e teorias ecológicas, são muito incompletos para previsão. Em vez de conclusões baseadas em dados de presença-ausência, as probabilidades que transmitem a probabilidade de uma espécie ocupar uma determinada área são mais preferidas porque esses modelos incluem uma estimativa de confiança na probabilidade da espécie estar presente/ausente. Eles também são mais valiosos do que os dados coletados com base na simples presença ou ausência, pois modelos baseados em probabilidade permitem a formação de mapas espaciais que indicam a probabilidade de uma espécie ser encontrada em uma determinada área. Áreas semelhantes podem então ser comparadas para ver qual é a probabilidade de uma espécie ocorrer lá também; isso leva a uma relação entre a adequação do habitat e a ocorrência das espécies.